# 이승륜
이승륜은 대한민국의 프리랜서 스포츠캐스터이다.

## 생애
1998년부터 4년간 가수 조성모의 소속사인 GM 기획에서 일하다가, 2002년 SBS 스포츠에 입사하면서 스포츠 캐스터로 변신하게 되었다. KBO 리그, WWE 중계를 주로 담당했고, 2017년 프리선언을 하였고, 그해부터 스카이 스포츠에서 KBO 리그 중계를 맡게 되었다.